# فنجاني
الفنجاني (الاسم العلمي:Peziza) هو جنس من الفطريات يتبع فصيلة الفنجانية من رتبة الفنجانيات.
وتعيش غالبية أنواعها مترممة على المواد العضوية في التربة و الخشب المتعطن و روث البهائم ، و جسمها الزقى كأسي الشكل تنتم بداخله الأكياس الزقة مرتبة و متوازية و تتخللها خيوط عقيمة ، و يحتوي كل زق على ثامني جراثيم زقية مرتبة في صف واحد ، و تكون الزقاق و الخيوط العقيمة طبقة خصيبة (بالإنجليزية: Hymenium)‏ محاطة بجدار يتكون من خيوط فطرية متشابكة بدرجة مكثفة .

## التسمية
الأسم العلمي Peziza يعني فنجان أو كوب.